# Melo (geslacht)
Melo is een geslacht van weekdieren uit de klasse van de Gastropoda (slakken).

## Soorten
- Melo aethiopicus (Linnaeus, 1758)
- Melo amphora (Lightfoot, 1786)
- Melo ashmorensis Morrison & Wells, 2005
- Melo broderipii (Gray in Griffith & Pidgeon, 1833)
- Melo georginae (Gray in Griffith & Pidgeon, 1833)
- Melo melo (Lightfoot, 1786)
- Melo miltonis (Gray in Griffith & Pidgeon, 1833)
- Melo umbilicatus Broderip in G. B. Sowerby I, 1826